# John Paul Young (chanteur)
Pour les articles homonymes, voir John Young, Paul Young et Young.
 (octobre 2007).
Si vous disposez d'ouvrages ou d'articles de référence ou si vous connaissez des sites web de qualité traitant du thème abordé ici, merci de compléter l'article en donnant les références utiles à sa vérifiabilité et en les liant à la section « Notes et références ».
John Paul Young est un chanteur britannico-australien né le 21 juin 1950 à Glasgow.

## Biographie
En janvier 1962, lorsqu'il a 11 ans, toute sa famille quitte son Écosse natale pour s'établir en Australie. Son premier titre Pasadena (1972) le propulse dans le hit-parade australien. Entre 1975 et 1983, il sortira neuf albums et plusieurs 45 tours dont Standing in the Rain et Love is in the Air (en), écrite par George Young et Harry Vanda, qui devient un hit international en 1977. En 1989, il se retire de la chanson pour se reconvertir comme radio DJ.
Bien qu'il partage le même nom de famille, il n'est pas apparenté à George Young, ni à ses frères Malcolm et Angus.

## Discographie
- 1975 : Hero
- 1976 : J.P.Y.
- 1977 : Green
- 1978 : Love Is in the Air
- 1979 : Heaven Sent
- 1981 : The Singer
- 1983 : One Foot in Front
- 1996 : Now
- 2006 : In Too Deep